# Crenicichla
Genre
Crenicichla est un genre qui regroupe 81 espèces de poissons de la famille des Cichlidae. Batrachops Heckel, 1840 et Boggiania Perugia, 1897 en sont synonymes.

## Galerie, exemples d'espèces

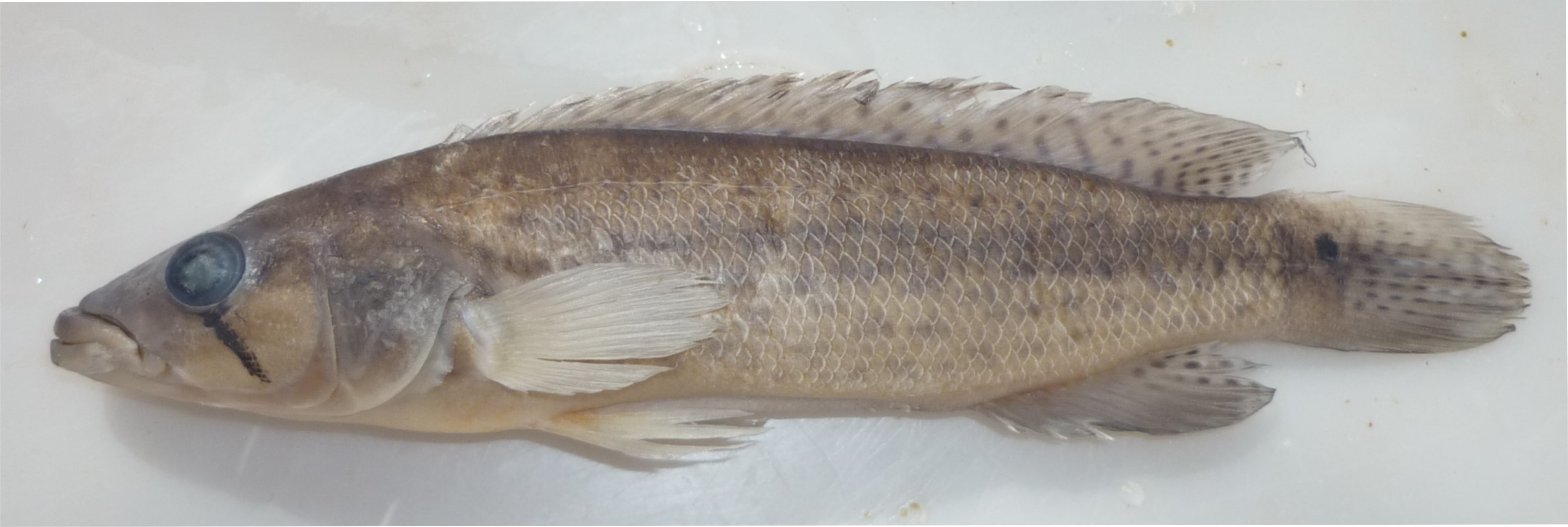
Crenicichla gillmorlisi
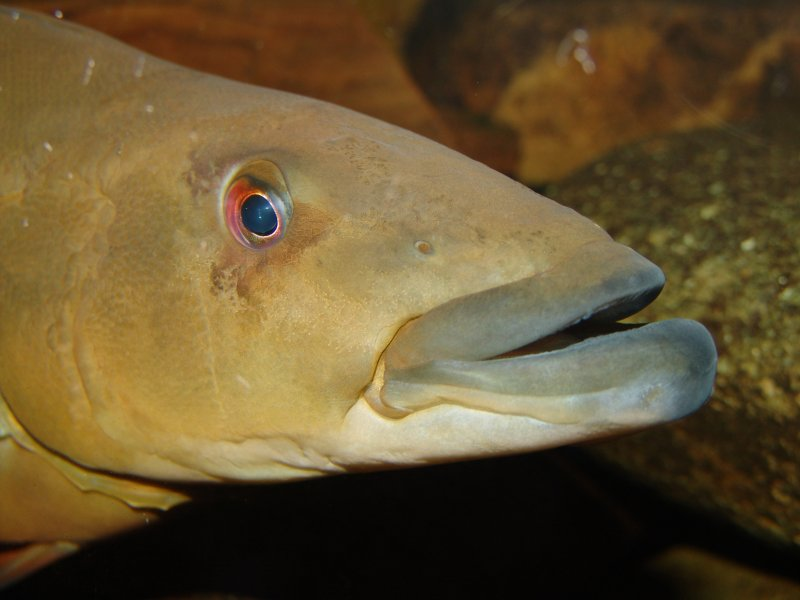
Crenicichla Kopf
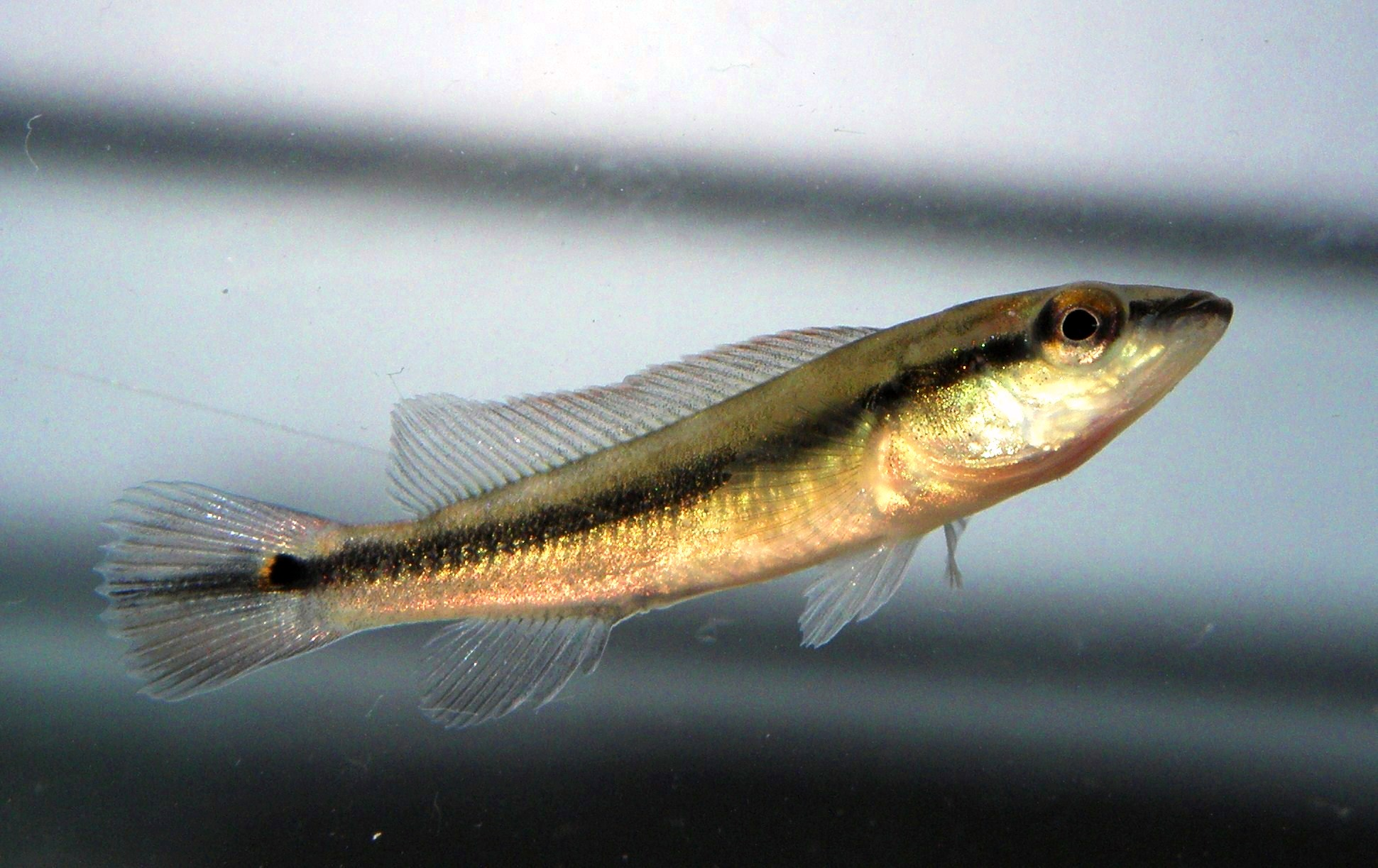
Crenicichla scottii
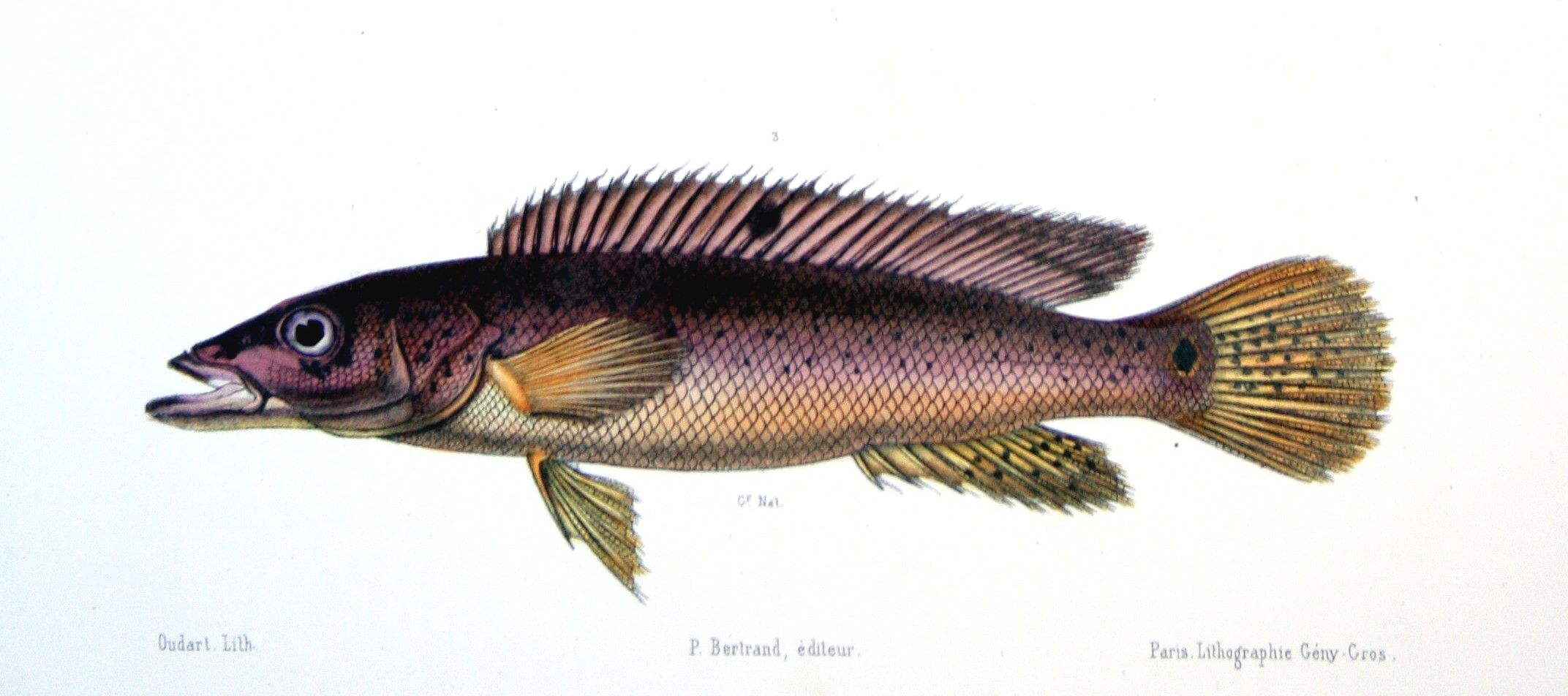
Crenicichla lacustris
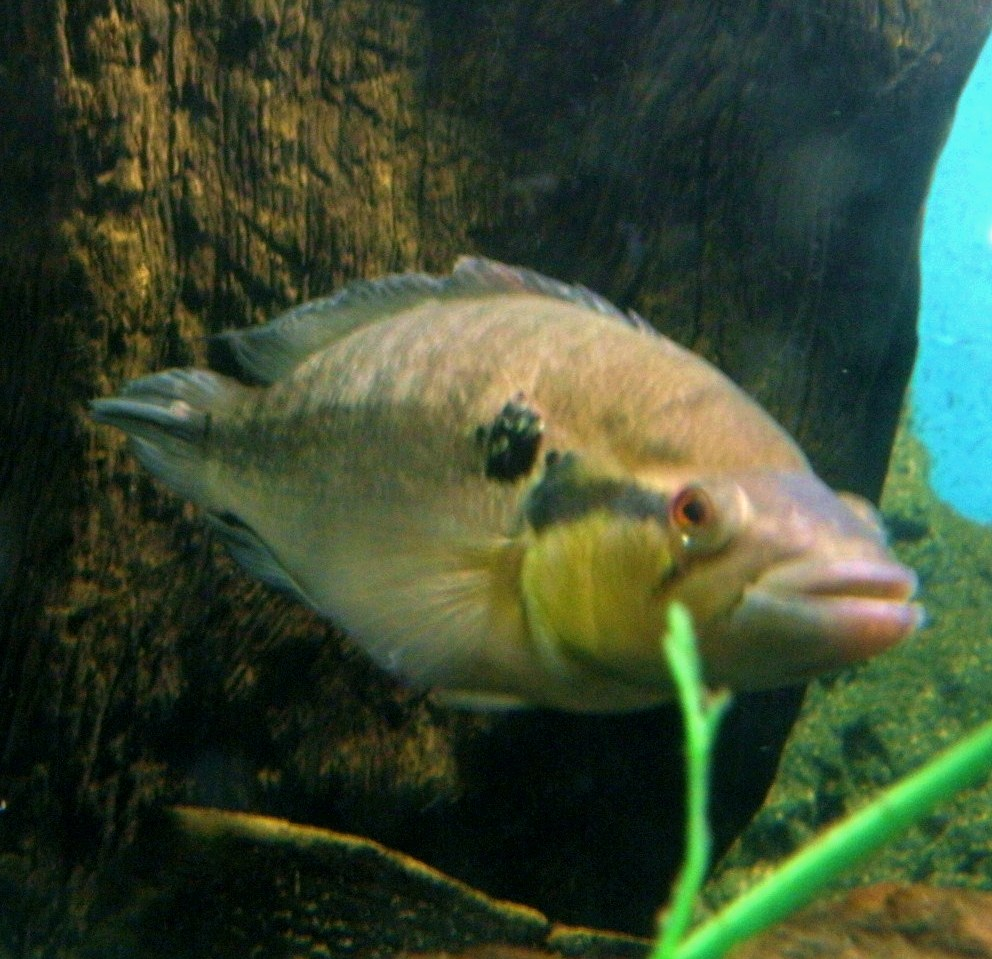
Crenicichla lepidota
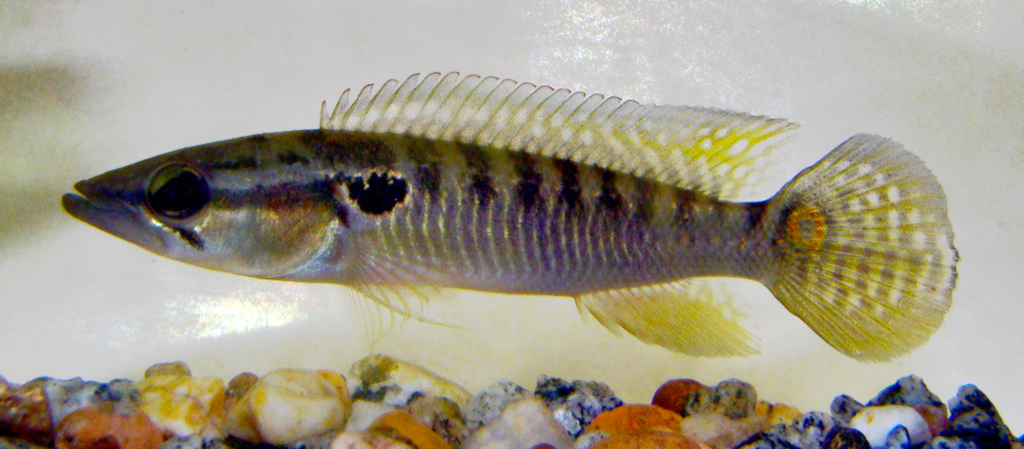
Crenicichla punctata
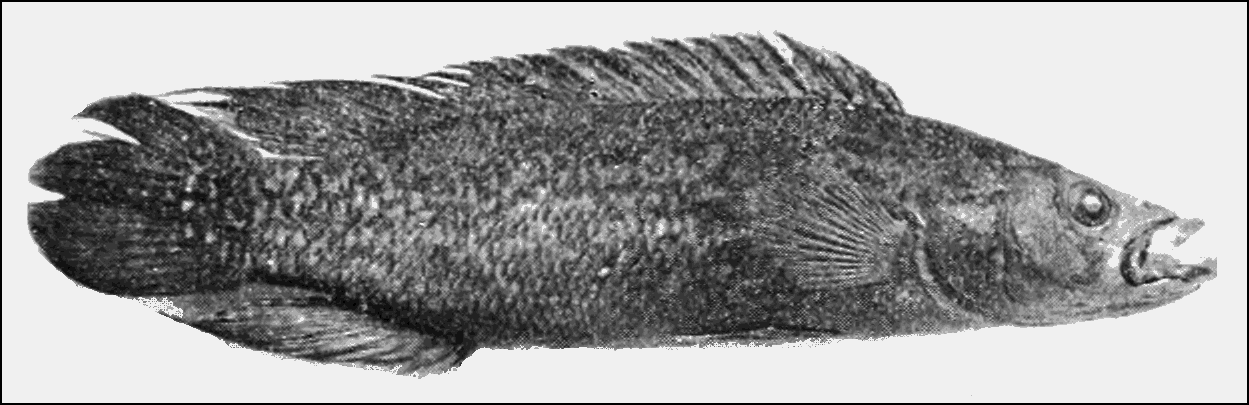
Crenicichla saxatilis